# Oecobius achimota
Oecobius achimota är en spindelart som beskrevs av Shear och Benoit 1974. Oecobius achimota ingår i släktet Oecobius och familjen Oecobiidae.
Artens utbredningsområde är Ghana. Inga underarter finns listade i Catalogue of Life.